# Metropolitní oblast Chicaga
Metropolitní oblast Chicaga (neoficiálně Chicagoland) je metropolitní oblast v okolí Chicaga. Tato oblast je třetí největší metropolitní oblastí v USA. Centrálním městem je Chicago, dále do oblasti patří okres Cook a třináct přilehlých okresů, včetně dvou v Indianě a jednoho ve Wisconsinu.